# Jakob Bänsch

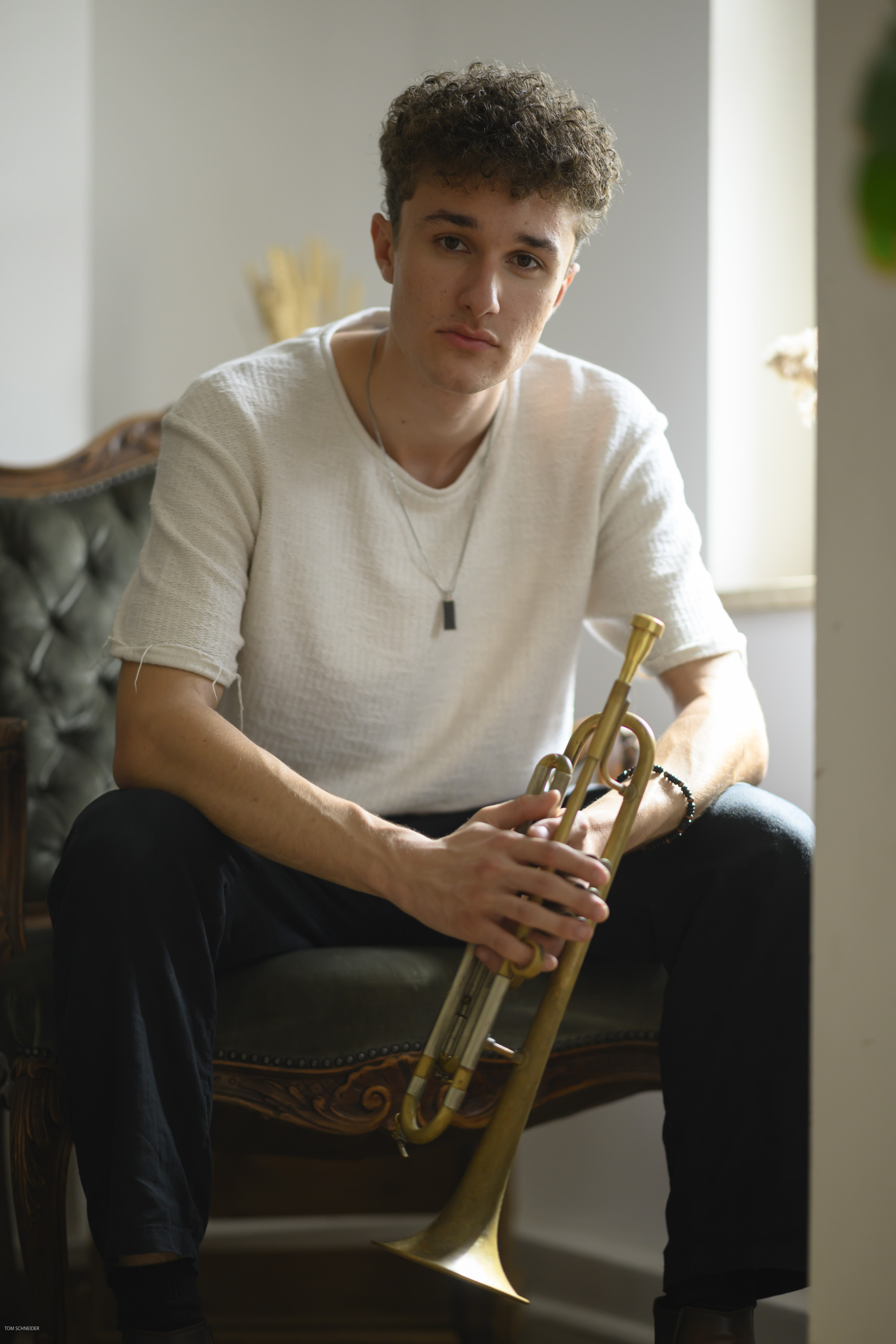
Jakob Bänsch (2023)

Jakob Bänsch (* 17. Januar 2003 in Pforzheim) ist ein deutscher Jazzmusiker (Trompete, Flügelhorn, Komposition), der als Ausnahmemusiker gilt.

## Leben und Wirken
Bänsch wuchs in Tiefenbronn auf; als Kind von klassischen Berufsmusikern erhielt er als Sechsjähriger ersten Klavierunterricht und begann mit acht Jahren Trompete zu spielen. Er absolvierte zunächst eine klassische Musikausbildung, spielte im Landesjugendorchester und gewann unter anderem einen 1. Bundespreis bei Jugend musiziert. Libor Šíma weckte sein Interesse für Jazz.
2018 begann er als Jungstudent im Fach Jazztrompete an der Hochschule für Musik und Darstellende Kunst Stuttgart bei Bastian Stein und wurde zudem ins baden-württembergische Landesjugendjazzorchester aufgenommen. Von 2020 bis 2022 war er Mitglied im Bundesjazzorchester. Seit 2021 studiert er Jazztrompete an der Hochschule für Musik und Tanz Köln. Weiterhin war er von 2021 bis 2023 Mitglied des Programms WDR Composers Fellowship sowie des Gutenberg Jazz Collective.
Als Stipendiat der Elbphilharmonie Jazz-Academy in Hamburg arbeitete Bänsch 2021 mit Melissa Aldana und Theo Croker und präsentierte seine Musik im großen Saal der Elbphilharmonie. Zudem spielte er mit Emil Mangelsdorff, Wolfgang Haffner, Billy Hart oder Nils Landgren. Bänsch gehörte auch zum Trio von Schlagzeuger Konstantin Kölmel (Hybrid), zum Quintett von Tobias Haug (Awakening, 2023), zum Sextett von Mathieu Clement (Coming Home, 2022) sowie zur Benny Greb Brassband. Mit seinem Jakob Bänsch Collective war er im September 2020 zum Studiokonzert in den Bauer Studios.
Bänsch trat mit seinem Quartett u. a. bei Festivals wie den Jazzopen Stuttgart, den Leverkusener Jazztagen, JazzBaltica oder dem Jazzfestival Frankfurt auf, wo er sogar standing ovations erhielt. Im April 2023 veröffentlichte er sein Debütalbum Opening auf dem Label Jazzline, das der New Yorker Kritiker  Bill Milkowski als „eines der vielversprechendsten Debüts eines Trompeters seit Wynton Marsalis“ lobte. 2025 folgte sein zweites Album All the Others (zumeist in Quintettbesetzung), das ebenfalls von der Kritik gelobt wurde.

## Preise und Auszeichnungen
2019 erhielt Bänsch mit seinem Jakob Bänsch Collective den Young Lions Jazz Award. Mit seinem Jakob Bänsch Quartett, zu dem damals Niklas Roever (Klavier), Jakob Obleser (Bass) und Leo Asal (Schlagzeug) gehörten, errang er 2022 beim Jungen Münchner Jazzpreis den 2. Platz und den Solistenpreis. 2024 wurde sein Album Opening mit dem Deutschen Jazzpreis in der Kategorie „Debütalbum des Jahres“ ausgezeichnet.